# MY STRUGGLE
|  | 这是一个消歧义页，羅列了有相同或相近的标题，但內容不同的條目。 如果您是我的奮鬥而转到本页，希望您能協助修正该處的内部链接，將它指向正確的條目。 |

《MY STRUGGLE》（我的奋斗）是龚鼎在2006年画的漫画，获得最佳漫画单项奖获奖最佳编剧奖，ABN在野漫人俱乐部出品。影文化传播（香港）有限公司在2011年8月15日出版。